# Земер
Земер (ивр. זמר‎, араб. زيمر‎) — местный совет в Центральном округе Израиля.
Расположен примерно в 40 км к северо-востоку от центра Тель-Авива и в 15 км к востоку от города Нетании, на восточной окраине прибрежной равнины, на высоте 89 м над уровнем моря. Непосредственно к востоку от поселения проходит Зелёная линия, которая отделяет Израиль от Западного берега реки Иордан. В 5 км к югу от Замера находится крупный палестинский город Тулькарм, а в 5 км к северу — израильский город Бака-Джат, населённый арабами. Площадь совета составляет 8,203 км².
Местный совет был образован в 1988 году в результате слияния четырёх деревень.

## Население
По данным Центрального статистического бюро Израиля, население на начало 2020 года составляло 7 094 человека.
Динамика численности населения по годам:
| 1961 | 1972 | 1983 | 1995 | 2005 | 2006 | 2009 | 2012 | 2016 |
| ---- | ---- | ---- | ---- | ---- | ---- | ---- | ---- | ---- |
| 1148 | 1834 | 2600 | 3702 | 5122 | 5232 | 5700 | 6100 | 6486 |